# ラウール・ド・カンブレー
ラウール・ド・カンブレー（Raoul de Cambrai）は、ドーン・ド・マイヤンス詩群において最も著名な武勲詩。12世紀から13世紀のフランスの叙事詩（chanson de geste）であり、彼の領地とこれらの戦いからの影響を手に入れるための名を冠した英雄の戦いに関するものです。これは通常、「反抗的な家臣のサイクル」または「ドーン・ド・マイエンスのジェスチャー」に分類される。
無秩序で裏切りのはびこる世界を舞台として、ラウール、ゴーティエ、ベルニエールという三人の主人公の物語が詠われる。カロリング朝におけるヴェルマンドワとカンブレーの史実の紛争を基にした作品。

## あらすじ

### 第一部　ラウール
ラウールの父は、ラウールの誕生を前にして逝去してしまった。父の持つカンブレーの封土は、そのままラウールに相続されるはずであった。しかし、ラウールが三歳の時、王ルイは一方的にカンブレーの地と未亡人アライスをギブアンという臣下に与えると宣言する。母アライスは激怒したが、カンブレーの封土は、ラウールが成人したら返還するという約束のもと、ギブアンの手に渡された。
ラウールは屈強な青年に成長した。彼は王ルイにより騎士に叙され、デュランダルにも匹敵する名剣と、ローランその人により倒された異教徒の兜とを授けられた。ラウールは、親しい友人であったベルニエールを自らの従騎士に任命した。
しかしラウールが成人したにも関わらず、ギブアンは一向にカンブレーの地を手放そうとしない。憤慨したラウールは王ルイに直訴するものの、ルイはギブアンから土地を取り上げようとはせず、代わりに次に領主が逝去した封土をラウールに与えることを約束したのであった。
次に領主が逝去した封土、それは不幸にもヴェルマンドワの地、すなわち友ベルニエールの家門の封土であった。王ルイの公認を後ろ盾に、ラウールは武力でヴェルマンドワの地を自らのものにしようと決意する。ラウールは随所で略奪し、オリニーの街に差し掛かった時、その地に立つ女子修道院に押し入ると、無残にも火を放ち道女たちを全て焼き尽くしたのであった。その中には、ラウールの最も忠実な臣下であるベルニエールの母親が含まれていたにも関わらず。
変わり果てた母の姿を見たベルニエールは激憤する。この瞬間、二人の亀裂は決定的となった。対立は次第に激化し、ついに二人は武力で衝突する。神の加護によってついにラウールは討たれた。カンブレー伯の家督はラウールの弟ゴーティエに託された。ゴーティエはいつの日か、ベルニエールに復讐を果たすことを誓った。

### 第二部　ゴーティエ
ゴーティエは成長し騎士に叙される、直ちにベルニエールを打ち倒さんがためヴェルマンドワの地に軍を向けた。ゴーティエとベルニエールは決闘による神明裁判を二度に亘って繰り広げたものの、とうとう決着は付かなかった。
膠着状態に陥ったカンブレー陣営とヴェルマンドワ陣営であったが、ある時、ようやくこの争い全ての元凶が王ルイの優柔不断にあると思い至る。彼らは休戦協定を結ぶと王ルイに叛旗を翻し、互いに手を取って進軍を開始したのであった。パリに到達した彼らは随所に火を放ち、ベルニエールは王ルイに一矢報いることに成功した。

### 第三部　ベルニエール
ベルニエールはようやく、一家団欒暮らしていた。しかしある時、ラウールの伯父グエリに同行し巡礼に向かう。そして道中、オリニーの地を通りかかった時、ラウールの没した地を前に再び怒りに火がついたグエリは、ベルニエールの頭蓋骨をかち割って殺してしまう。この殺害により、両家の紛争は再燃してしまうのであった。